# Mustafa Fazil Pascha

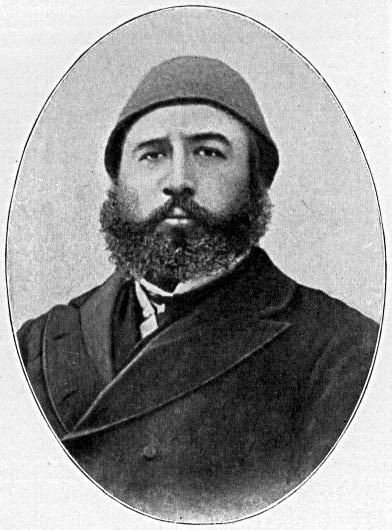
Mustafa Fazil Pascha.

Mustafa Fazil Pascha, född 22 februari 1830 i Kairo, död 11 november 1875 var en egyptisk prins som tillhörde dynastin Muhammed Ali och son till Ibrahim Pascha.[källa behövs]
Den 18 januari 1863 blev Mustafa tronföljare efter sin bror Ismail Pascha. Men 1866 ändrade den Osmanska myndigheten lagen så att efterträddaren blev från far till son och att inte passeras från broder till brodern. Mustafa blev ursinnig och lämnade Egypten i protest. 